# Hans-Joachim Hespos
Hans-Joachim Hespos (ur. 13 marca 1938 w Emden, zm. 18 lipca 2022 w Ganderkesee) – niemiecki kompozytor.

## Życiorys
Z wykształcenia był nauczycielem, w latach 1959–1962 studiował w wyższej szkole pedagogicznej w Oldenburgu. Od 1962 do 1984 roku pracował w szkolnictwie. W zakresie kompozycji pozostał autodydaktą. Laureat nagrody Gaudeamus (1967).
Tworzył dzieła instrumentalne, przeważnie o małej obsadzie lub na instrumenty solowe. Jego twórczość pozostaje niezależna od głównych nurtów europejskiej i amerykańskiej awangardy. Utwory Hesposa pisane są w duchu postwebernowskim, cechują się mało rozbudowaną fakturą. W swoich kompozycjach często posługiwał się notacją graficzną lub słowną, zbliżał się w stronę teatru instrumentalnego. Poszczególne instrumenty w utworach Hesposa nie grają muzyki ciągłej, lecz stanowią bardziej element barwy, włączając się i znikając na podobieństwo rejestrów organowych. 
Skomponował m.in. mouvements na orkiestrę (1969), dschen na saksofon i orkiestrę smyczkową (1968), break na pianistę i grupę instrumentalną (1968), spektakl sceniczny Itzo-Hux (1983). Na zamówienie Staatsoper w Hanowerze napisał w 2002 roku operę iOPAL.